# Veronica Roth
Veronica Roth (sinh ngày 19 tháng 8 năm 1988) là một tiểu thuyết gia và người viết truyện ngắn người Mỹ được biết đến với loạt truyện nằm trong danh sách sách bán chạy của New York Times, Divergent, bao gồm ba cuốn Divergent, Insurgent, và Allegiant; và Four: A Divergent Collection. Divergent nhận được giải Cuốn sách Yêu thích năm 2011 và giải Sách Khoa học Giả tưởng cho Thiếu niên hay nhất năm 2012 của Goodreads.

## Cuộc sống riêng
Roth sinh ra tại Thành phố New York vào ngày 19 tháng 8 năm 1988 và lớn lên tại Barrington, Illinois. Mẹ cô, Barbara Ross, là một họa sĩ cư trú tại Barrington. Cô là con út trong ba người con. Bố mẹ cô li dị nhau khi cô chỉ mới năm tuổi, và sau đó mẹ cô cưới Frank Ross, cố vấn tài chính của một công ty phong cảnh. Anh trai và chị gái của cô sinh sống tại vùng Chicago.
Gia đình của mẹ cô là người Ba Lan. Roth nói về bố mình: "Ông ấy có một công việc, và đi làm ở rất xa. Và giờ tôi đang có một mối quan hệ tốt với cha dượng của tôi". Veronica Roth học Kitô giáo bằng cách tham gia học Kinh Thánh trong những năm học cấp ba, và cô luôn có niềm tin vững vàng vào tôn giáo này.
Roth tốt nghiệp trường trung học Barrington High School. Sau một năm học cao đẳng tại trường cao đẳng Carleton College, cô chuyển tới học tại Đại học Northwestern bởi chương trình học viết lách sáng tạo của ngôi trường này. Cô kết hôn với nhiếp ảnh gia Nelson Fitch năm 2011. Họ cư trú tại vùng Chicago.

## Sự nghiệp
Roth được biết đến với bộ ba cuốn tiểu thuyết: Divergent – Những kẻ bất khả trị, Insurgent – Những kẻ nổi loạn, và Allegiant – Những kẻ trung kiên; cuốn cuối cùng được phát hành vào ngày 22 tháng 10 năm 2013.

## Danh sách tác phẩm
- Loạt truyện Divergent:
  - Divergent – Những kẻ bất khả trị (2011)
  - Insurgent – Những kẻ nổi loạn (2012)
  - Allegiant – Những kẻ trung kiên (2013)
  - Four: A Divergent Collection (2014)
- Ấn phẩm liên quan tới Divergent:
  - The World of Divergent: The Path to Allegiant (2013)
  - Four: A Divergent Story Collection (2014), miêu tả những sự kiện xảy ra trước nội dung trong loạt truyện
- Tuyển tập Shards and Ashes:
  - Hearken (2013), truyện ngắn[12]